# بنك فوجي
بنك فوجي المحدود بنك ياباني واحد من المصارف اليابانية الكبرى خلال فترة الحرب العالمية الثانية . ادمج البنك مع عدة بنوك يابانية أخرى مثل البنك الصناعي الياباني وشكلوا معا مجموعة ميزوهو المالية في عام 2002 .